# Melanargia ampliusangulata
Melanargia ampliusangulata är en fjärilsart som beskrevs av Felix Bryk 1940. Melanargia ampliusangulata ingår i släktet Melanargia och familjen praktfjärilar. Inga underarter finns listade i Catalogue of Life.